# IMAM Ro.63
IMAM Ro.63
- 用途：観測機、連絡機
- 設計者：ジョヴァンニ・ガラッソ（Giovanni Galasso）
- 製造者：IMAM
- 運用者：イタリア空軍（Regia Aeronautica）
- 初飛行：1940年6月
- 生産数：6機

IMAM Ro.63は、第二次世界大戦中にイタリアで設計された短距離偵察機、軽輸送機のSTOL機である。

## 開発と設計
ドイツからフィーゼラー Fi 156 シュトルヒ機を購入したことによりSTOL航空機への関心が高まり、1939年6月にイタリア空軍（Regia Aeronautica）はイタリアの航空機メーカーに類似の機体（下記を参照）の開発を打診した。
IMAM Ro.63は胴体と主翼が木製、羽布、金属の混合構造であった。初飛行は第二次世界大戦勃発直後の1940年6月に行われ、他のイタリア製航空機との比較テストにかけられRo.63は明確な優位性を示した。
Ro.63はFi 156 シュトルヒに似たSTOL性能を持っていたが、より大型の機体は4名を乗せることができ主翼にはより大容量の燃料を搭載できた。280 hpのヒルト製エンジンと定速プロペラで最高速度は240 km/h、航続距離は1,000 kmであった。しかしFi 156 シュトルヒがC型以降に防御武装を持っていたのに対しRo.63は武装を持っていなかった。
ジョヴァンニ・ガラッソ（Giovanni Galasso）設計、アルド・リガボ（Aldo Ligabò）によりテストされたこの機は成功作であり、150機が発注されたが1940年半ばから1941年の間に僅か6機しか製造されなかった。この原因は入手できるエンジンの不足にあり、ドイツ製エンジンは生産中止になりイタリアのエンジン製造業者は十分な数のイソッタ＝フラスキーニ製'ベータ'（'Beta'）エンジンを量産することができなかった。
Ro.63は発展可能性のある機体であり戦争開始前に開発が終了していたにもかかわらず限られた機数（実際には前量産型の生産のみ）しか生産されなかった。この機種はイタリア製エンジンの不足により命脈を絶たれた。Ro.63の性能は強力なエンジンと2速プロペラのお陰でFi 156と比較して速度と航続距離で優っていたがSTOL性能のみは幾分劣っていた。

## 運用の歴史
Ro.63はドイツから輸入された30機のフィーゼラー Fi 156と共に北アフリカ戦線に配備されたが、IMAM Ro.37や古い偵察機の十分な代替とはならなかった。2年間酷使された後の1943年にRo.63は1機のみしか残存していなかった。
1948年に生産を再開する提案がなされたが、生産能力やこの機種に関するデータが不足していたために最終的に計画は放棄された。

## 要目
（Ro.63）
- 乗員：1名
- 搭載量：3名
- 全長：8.7 m (28 ft 6 in)
- 全幅：13.5 m (44 ft 4 in)
- 全高：3.1 m (10 ft 2 in)
- 翼面積：26.5 m² (285.1 ft²)
- 空虚重量：1,060 kg (2,332 lb)
- 最大離陸重量：1,485 kg (3,267 lb)
- エンジン：ヒルト HM 508D 8気筒 倒立V型 空冷エンジン 209 kW (280 hp)
- 最大速度：220 km/h (120 knots, 137 mph)
- 最小速度：55 km/h (30 knots, 34 mph)
- 航続距離：900 km (486 nm, 560 mi)

## その他のSTOL機
AVIS C.4は、メーカーの再編問題という意味も含めて競争試作の勝者となることが決まっており、240 km/hの速度が出せたが飛行性能はお粗末なものであった。
要目は以下の通り：
- 全長：8.7 m
- 全幅：13.96 m
- 全高：3 m
- 翼面積：28 m²
- 最大速度：240 km/h、60分
- 航続距離：800 km, 360 range
- 重量：836 kg/1,329 kg
- エンジン：ヒルト HM 508D 8気筒 倒立V型 空冷エンジン 209 kW (280 hp)

良好なSTOL性能を発揮する大きなフラップを有していたにもかかわらず、低翼配置の主翼は観測機としては不満足なものであった。1940年6月に初飛行を行い1年後にグイドーニアに送られたが、評価の結果不満足な性能であることが分かった。この「MM.11586」機が製造された唯一の機体であり、初期発注分の6機は完成しなかった。
もう1機種のカプロニ GDLは試作機の段階で終わった。この機種は315 kmの行動半径と800 kmの航続距離を持ち、機体の要目は全幅13.8 m、全長10.35 m、全高4.03 m、翼面積21 m2、空虚重量730 kg、最大重量1,010 kgであった。エンジンは他の機種と同じヒルト HM.508Dを使用していた。